# Johannes Severijn
Johannes (Jo) Severijn (Utrecht, 8 mei 1883 – aldaar, 2 juli 1966) was een Nederlands ARP-politicus, onderwijzer, hoogleraar aan de Universiteit Utrecht en predikant.

## Leven en werk
Severijn werd in 1883 te Utrecht geboren als een zoon van de timmerman Johannes Severijn (1852-1918) en Jannetje Drieënhuizen (1860-1941). Hij studeerde theologie aan de Universiteit Utrecht en deed proponentsexamen in 1915. In oktober 1938 verleende de Hongaarse Staatsuniversiteit van Debreczen hem een eredoctoraat. Severijn begon zijn carrière als onderwijzer te Vreeland en Maartensdijk. Daarna was hij hervormd predikant in Wilnis, Leerdam en Dordrecht. Van 17 september 1929 tot 20 oktober 1931 was Severijn lid van de Tweede Kamer voor de ARP, waar hij zich voornamelijk bezighield met onderwijs en als paardenliefhebber met defensie. Hij werd hoogleraar wijsgerige ethiek en godsdienstwetenschap in Utrecht: 1931-1953; van 1951-1952 als rector magnificus. Ook was hij bijzonder hoogleraar vanwege de Gereformeerde Bond.
Severijn trouwde te Geldermalsen op 18 december 1934 met Cornelia Geertruida Smit en samen hadden ze een kind. Hij overleed in zijn geboorteplaats op 2 juli 1966.
- Biografisch Portaal: 00300254
- Digitale Bibliotheek voor de Nederlandse Letteren: seve021
- International Standard Name Identifier: 0000 0000 4868 5855
- Library of Congress Control Number: no2006073723
- Nederlandse Thesaurus van Auteursnamen: 068560648
- Parlement.com: vg09ll8dpiya
- Virtual International Authority File: 29288980
- WorldCat: E39PBJcwxGkWDFrWWVFjf8qmh3